# Дегольядо, Хесус
Хосе де Хесус Дегольядо Гисар (исп. José de Jesús Degollado Guízar; род. в конце XIX века Котиха-де-ла-Пас, штат Мичоакан, Мексика — ум. 27 августа 1957, Мексика) — один из военных лидеров восстания кристерос.

## Ранние годы
Родился в городе Котиха-де-ла-Пас, штат Мичоакан, в конце XIX века. Отец — Сантос Дегольядо Карранса. Мать — Маура Гисар Валенсия. Дядя (брат матери) — Святой Рафаэль Гисар-и-Валенсия, епископ Веракрусский и Халапский.
Будучи совсем маленьким, переехал с семьёй в Сауайо-де-Морелос. Его родители были очень религиозными, и привили ему мировоззрение, соответствовавшее католичеству. В начале 1920-х годов Дегольядо жил в Атотонилько-эль-Альто (штат Халиско), здесь он присоединился к Ассоциации мексиканской католической молодёжи (ACJM) и Союзу мексиканских католиков (UCM).

## Восстание кристерос
В 1926 году разразился вооружённый конфликт между президентом Плутарко Элиасом Кальесом и католиками, Дегольядо решает присоединиться к Армии Кристеро. В середине 1927 года Национальная лига защиты религиозной свободы присваивает ему звание дивизионного генерала и назначает руководить операциями в западном регионе, который включал в себя западную часть штата Мичоакан, южные районы Халиско и Наярит.
21 июля 1929 года Леопольдо Руис-и-Флорес, архиепископ Морелии, и Эмилио Портес Хиль, который в то время был президентом Мексики, подписали мирное соглашение. Дивизионный генерал Хесус Дегольядо Гизар выполнил так называемые «Соглашения с правительством», распустив Армию Кристеро.

## Поздние годы
Подписанные соглашения предусматривали амнистию всех борцов кристерос, однако по факту преследования генералов, вождей, офицеров и солдат Армии Кристеро продолжились, и в мирное время погибло больше офицеров, чем за три года боевых действий. Чтобы не быть убитым, Дегольядо пришлось прожить остаток своей жизни в подполье, пока в 1957 году он не умер от старости.